# Katajsk
Katajsk (rusky Катайск) je město v Kurganské oblasti v Ruské federaci. Při sčítání lidu v roce 2010 měl přibližně čtrnáct tisíc obyvatel.

## Poloha a doprava
Katajsk leží na jihozápadě Západosibiřské roviny na levém, severním břehu Iseti, přítoku Tobolu v povodí Irtyše. Do Iseti se zde ze severu vlévá říčka Katajka protékající městem. Od Kurganu, správního střediska oblasti, je Katajsk vzdálen přibližně 210 kilometrů severozápadně.
Přes město vede železniční trať z Jekatěrinburgu do Kurganu.

## Dějiny
Katajsk vznikl v roce 1655 pod jménem Katajskij ostrog (Катайский острог) při ústí Katajky. Jméno je odvozeno od jména baškirského kmene. V 18. a 19. století přes město procházela důležitá kupecká stezka. Až do začátku 20. století se jednalo o významné obchodní středisko s obilím. V říjnu 1913 sem byla přivedena odbočka Transsibiřské magistrály z Bogdanoviče přes Kamensk-Uralskij do Šadrinsku. Z té vznikla roku 1933 trať z Jekatěrinburgu do Kurganu.
Od roku 1944 je Katajsk městem.